# Edmond Juvin
Pour les articles homonymes, voir Juvin.
Joseph Nicolas Edmond Juvin, né à Valréas le 6 août 1811 et mort le 16 février 1895 dans le 8e arrondissement de Paris, est un compositeur de musique  français.

## Biographie
Fils de notaire, Edmond Juvin devait succéder à son père. Mais après ses études de notariat à Avignon et à Orange, il décide, contre l'avis de sa famille, de devenir compositeur de musique. Il séjourne à Naples pendant toute l'année 1833 pour y étudier l’harmonie. Puis il suit à Paris l’enseignement du compositeur tchèque Anton Reicha, né à Prague mais installé à Paris en 1808, où il sera dès 1818 professeur au conservatoire, mais aussi compositeur du Te Deum commandé en 1823 par Louis XVIII.

## Œuvres
On doit à Edmond Juvin des symphonies et des ouvertures, des œuvres lyriques dont l’opéra La Belle Ferronnière en 1840, des mélodies, et une abondante production de musique religieuse, dont en 1839 son Requiem et la même année l'une de ses messes solennelles très bien accueillie à Notre-Dame de Paris et à l'église Saint-Eustache.
Comme son maître Reicha, il écrivit en 1850 un Te Deum pour voix d’hommes et une Messe d’orphéons, jouée en 1870 à l’église Saint-Ambroise de Paris. Il fut le compositeur et l'éditeur d'un nombre important des 170 "Cantiques en usage dans tous les diocèses", de litanies, d'un magnificat et en 1884 de vêpres pour chœur et orgues. Il a également écrit de la musique de chambre pour divers ensembles, notamment des quatuors à cordes, des quintettes et des septuors.
Nombre de ses œuvres sont perdues, mais deux œuvres de musique de chambre pour cuivres subsistent, le Premier Grand Quatuor, op. 2
(pour Cornet à pistons, Ophicléide basse, Néocor et Clavicor, Trompette à coulisse) et le Grand Nonetto, op. 3 témoignent de l’intérêt de Juvin pour les cuivres, intérêt qu’il manifesta également à travers la société de « Musique populaire de la République et de la Ville de Paris », dont il fut administrateur et dont le but était de  "servir de musique à toutes les corporations d’ouvriers". Cette société réunissait des cuivres et joua souvent ses compositions.
Membre de l’Association des Artistes musiciens de 1847 à 1852, il a créé, selon ses propres termes "un cours complet" d’harmonie et de composition dans les salons du facteur de pianos Lefèvre.